# Prin-Deyrançon
Prin-Deyrançon é uma comuna francesa na região administrativa da Nova Aquitânia, no departamento de Deux-Sèvres. Estende-se por uma área de 16,12 km². Em 2010 a comuna tinha 619 habitantes (densidade: 38,4 hab./km²).